# Luisa Porritt
Pour les articles homonymes, voir Porritt.
Luisa Porritt (née le 23 mai 1987 à Londres) est une femme politique britannique.
En 2019, elle est élue députée européenne du parti des Libéraux-démocrates.

## Biographie
Luisa Porritt obtient un diplôme d'histoire de Royal Holloway en 2008.
Sa première expérience d'un mandat électif advient en 2018, juste un an avant son élection au Parlement européen quand elle devient une conseillère Libérale-démocrate du Borough londonien de Camden. Elle est élue dans le district électoral (ward) de Belsize avec une avance de seulement neuf voix, après un recomptage.